# الحدادشة
الحدادشة أو دوار الطلبة  هي قرية تقع عن الطريق الساحلية الرابطة بين القرية السياحية الواليدية ومدينة اسفي المغربية حيث تبعد بحوالي 56 كيلومتر عن مدينة اسفي وحوالي 8 كيلوميترات عن القرية السياحية الواليدية وهي تابعة لتراب جماعة ايير التي تبعد عن الحدادشة بحوالي كيلومتر ونصف وتعد هده الجماعة جماعة ايير من اغنى الجماعات القروية بالمملكة المغربية من حيت المداخيل لكنها لاتساهم بشيء في تنمية المنطقة. ويحد دوار أو قرية الحدادشة المحيط الاطلنت
ي من الغرب ودوار القصبة من الشمال ودوار القواسمة من الشرق ودوار العكارطة من الجنوب ويقدر ععد سكان دوار الحدادشة بحوالي 2000 نسمة أغلبيتها من تركبية شابة حيث يتراوح معدل العمر فيها ما بين 23 إلى 28 سنة ويعيش معضم السكان في هده القرية البسيطة اما من الفلاحة أو الصيد البحري التقليدي فأغلب شباب القرية أصبحوا يفضلون الهجرة للصحراء المغربية من أجل العمل في صيد الاخطبوط’ بعد تراجع الإنتاج الفلاحي بالمنطقة.